# Friedrich Magerl

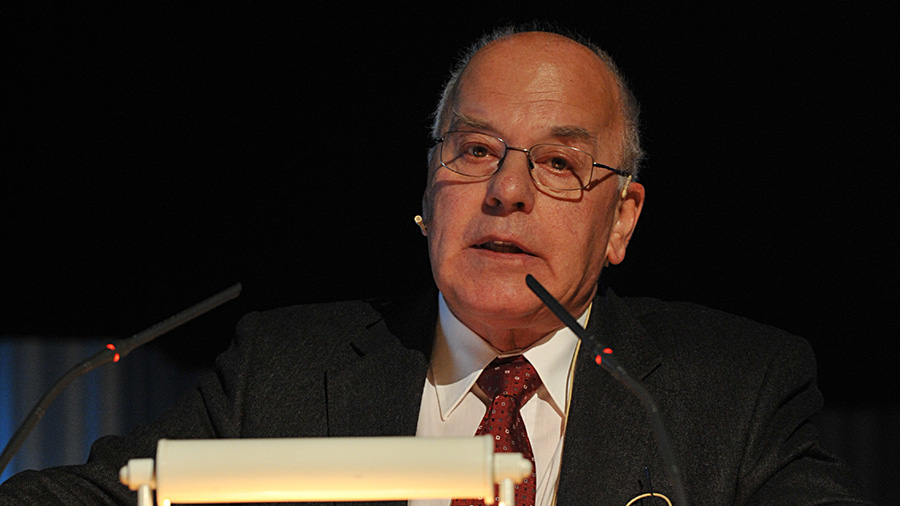
Friedrich Magerl

Friedrich Paul Magerl (* 21. Mai 1931 in Tregist, Steiermark; † 14. November 2020 in St. Gallen, Schweiz) war ein österreichischer Chirurg und Pionier der Wirbelsäulenchirurgie in St. Gallen.

## Leben
Magerl studierte Medizin an der Universität Graz und wurde 1952 Mitglied des Corps Joannea. Nach dem Staatsexamen zum Dr. med. promoviert, ging er 1954 für neun Jahre als Assistent in die Grazer Anatomie. Seine klinische Ausbildung in der Allgemeinchirurgie, der Unfallchirurgie und der Neurochirurgie dauerte sieben Jahre. 1968 kam er für drei Monate an das Kantonsspital St. Gallen. Bernhard G. Weber erkannte seine Fähigkeiten und bot ihm eine Stelle an. Mit seiner Frau blieb Magerl bis zum Ende seines Lebens in St. Gallen. Er wurde 1970 Oberarzt, ein Jahr später Leitender Arzt. Er nahm in den 1980er-Jahren das Schweizer Bürgerrecht an und wurde 1987 (als Webers Nachfolger) Chefarzt für Orthopädische Chirurgie. Von jeher an der Wirbelsäule interessiert, entwickelte er schon 1971 die vordere Verschraubung von Densfrakturen. 1976 schlug er Fixateur externes zur Behandlung instabiler Wirbelsäulenbrüche vor. Der Fixateur interne von 1985 war ein Meilenstein in der Unfallchirurgie. 1986 habilitierte er sich an der Universität Bern (der Universität von Weber). Über mehr als ein Jahrzehnt studierte und zeichnete er jede in St. Gallen behandelte Fraktur der Brust- und Lendenwirbelsäule. Mit Klaus Zielke (Tübingen, Bad Wildungen) und Jürgen Harms (Langensteinbach) wurde Magerl zum Nestor der Wirbelsäulenchirurgie im deutschsprachigen Raum. Für diese herausragenden Leistungen zeichnete ihn die Friedrich-Alexander-Universität 2005 mit dem Wissenschaftspreis des Dr. Fritz Erler-Fonds aus. Magerl arbeitete mehr als er schrieb, wurde aber trotzdem Professor.